# Ignacio Zaragoza (Ocozocoautla)
Ignacio Zaragoza es una localidad del estado mexicano de Chiapas. Es parte del municipio de Ocozocoautla de Espinosa.

## Toponimia
El nombre de la localidad rinde homenaje a Ignacio Zaragoza, general mexicano partícipe de la Segunda intervención francesa en México en favor del bando republicano.

## Demografía
| Gráfica de evolución demográfica |
|                                  |

| Censo | Población |
| ----- | --------- |
| 1950  | 368       |
| 1960  | 742       |
| 1970  | 901       |
| 1980  | 812       |
| 1990  | 1 357     |
| 2000  | 1 542     |
| 2010  | 1 675     |
| 2020  | 2 123     |